# HMS Gambia (48)
«Гамбія» (48) (англ. HMS Gambia (48) — військовий корабель, легкий крейсер типу «Коронна колонія» підкласу «Фіджі» Королівського військово-морського флоту Великої Британії за часів Другої світової війни.
Легкий крейсер «Гамбія» був закладений 24 липня 1939 року на верфі компанії Swan Hunter у Тайн-енд-Вір. 30 листопада 1940 року він був спущений на воду, а 21 лютого 1942 року крейсер увійшов до складу Королівських ВМС Великої Британії.

## Історія служби

### У складі британського флоту
У травні 1942 року крейсер «Гамбія» взяв участь в операції із висадки морського десанту на французький острів Мадагаскар з метою окупації контрольованої урядом Віші колонії. 7 травня 1942 року французький гарнізон у Дієго-Суарезі капітулював.

### У складі новозеландського флоту

#### 1944
19 квітня 1944 року «Гамбія» брала участь у повітряно-морській військовій операції з бомбардування авіаносною авіацією союзників (оперативні групи 69 та 70) важливих цілей — об'єктів нафтової промисловості — на окупованій японськими військами території острову Сабанг (північніше Суматри).
6 травня 65-та оперативна група Східного флоту під командуванням адмірала Дж. Сомервілля вийшла з Тринкомалі й попрямувала в бік Голландської Ост-Індії. Одночасно 66-та оперативна група віцеадмірала А. Пауера вийшла з Коломбо для проведення узгодженого удару по японських позиціях за планом операції «Трансом».
З 6 липня до другої половини серпня 1945 року британська 37-ма оперативна група діяла біля берегів Японії, завдаючи ударів по найважливіших об'єктах. Так, 17 липня кораблі та авіація союзників атакували цілі в Токіо та Йокогамі.
2 вересня 1945 року крейсер був присутній у Токійській затоці на підписанні Акту про капітуляцію Японії.